# 薛小村
薛小村是中华人民共和国陕西省咸阳市武功县小村镇所辖的一个行政村。该行政村包含薛村、小村两自然村。全行政村412户、人口2290人，分为7个村民小组。耕地面积1453亩。